# 아사게촌
아사게촌(旦開村)은 나가노현 시모이나군에 있던 촌이다. 현재의 아난정에 해당한다.

## 역사
- 1873년 10월 9일 - 이나군 리쿠고촌이 성립하였다.
- 1876년 8월 21일 - 나가노현에 소속되었다.
- 1879년 1월 4일 - 군구정촌 편제법 시행에 의해 시모이나군에 소속되었다.
- 1889년 4월 1일 - 정촌제 시행에 의해 아사게촌이 단독으로 자치체를 형성하였다.
- 1957년 7월 1일 - 오시모조촌, 와고촌과 합병해 아난정이 성립하여, 동일 아사게촌은 폐지되었다.

## 교통

### 도로
- 국도 제151호선
- 국도 제458호선

## 참고문헌
- 角川日本地名大辞典 20 長野県